# Nino Aimone
Antonio Aimone, detto Nino (Torino, 1932 – Chieri, 2020), è stato un artista italiano.

## Biografia
Nino Aimone si configura nel panorama artistico piemontese come grande sperimentatore di molteplici avventure formali, attraverso una ricerca continua che comprende gli ultimi quattro decenni della sua vita, fino alla sua scomparsa avvenuta nel 2020.

### Carriera
Frequenta lo studio di Felice Casorati dal 1951 al 1954 e in quegli anni è tra i fondatori della rivista "Orsa Minore".
Esordisce nel 1954 e in seguito partecipa a importanti rassegne nazionali e internazionali tra cui la XXVIII e la XXIX Biennale di Venezia e la Quadriennale di Roma, tenendo numerose mostre personali e collettive nel corso di tutta la sua attività artistica.
Fino al 1961 l'attività artistica è condizionata dal lavoro, prima come operaio, poi come disegnatore grafico pubblicitario presso la FIAT.
A partire dal 1967 è assistente all'Accademia di Belle Arti di Torino, prima al corso di Pittura, dopo a quello di Incisione ed infine a quello di Decorazione. Nel 1989 gli viene assegnata la cattedra di Decorazione all'Accademia di Belle Arti, prima a Venezia e poi a Torino dove insegnerà fino alla pensione.